# JFEシステムズ
JFEシステムズ株式会社（英: JFE Systems, Inc）は、JFEスチールグループの情報システム開発会社。

## 概要

### 沿革
- 1983年（昭和58年）9月1日 - 川崎製鉄の出資により、川鉄システム開発株式会社設立
- 1986年（昭和61年）4月 - 川崎製鉄本社システム部門を統合
- 1990年（平成2年）2月 - 通産省SI認定
- 1994年（平成4年）10月 - 川崎製鉄システム&エレクトロニクス事業部を統合。同時に川鉄情報システム株式会社に社名変更
- 1998年（平成10年）10月 - プライバシーマーク認証取得
- 2000年（平成12年）3月 - ISO9001の認証取得
- 2001年（平成13年）3月8日 - 東証二部に株式上場
- 2002年（平成14年）4月 - 川商インフォメーション・テクノロジー株式会社（現・JFEコムサービス）を子会社化
- 2004年（平成16年）4月1日 - JFEシステムズ株式会社に社名変更
- 2011年（平成23年） - 株式会社エクサからJFEスチール株式会社およびグループ会社向けアプリケーション開発・保守事業を承継
- 2019年（平成31年）4月 - 株式会社アイエイエフコンサルティングを子会社化
- 2022年（令和4年）4月4日 - 東京証券取引所市場再編によりスタンダード市場へ移行

## 主な製品・取扱いサービス
ERPソリューション
- SAP ERP（英語版） (SAP社製)
- プロセス製造業向けERPソリューション Microsoft Dynamics 365 for Finance and Operations（マイクロソフト社製）
- エンジニアリング業向けテンプレート SIDEROS PS TEMPLATE for SAP S/4HANA
- Dynamics 365用製造業向テンプレート SIDEROS MI TEMPLATE for Dynamics 365
- SAP ERP用 会計テンプレート SIDEROS FI TEMPLATE for SAP ERP
- Dynamics 365用会計テンプレート SIDEROS FI TEMPLATE for Dynamics 365
- Dynamics 365用 原価管理オプション SIDEROS CC OPTION for Dynamics 365
- SAP S/4HANA用 KPIMartオプション SIDEROS KPIMart OPTION

BI（経営可視化）
- ビジネスインテリジェンスツール SAP BusinessObjects（SAP社製）
- データウェアハウスソリューション SAP IQ（SAP社製）
- ETLツール SAP BusinessObjects DataServices（SAP社製）
- SAP ユーザー向け経営分析支援システム KPIMart
- アドホック、多次元分析ソリューション SAP BusinessObjects Web Intelligence（SAP社製）
- 経営ダッシュボードソリューション SAP BusinessObjects Dashboards（SAP社製）
- データ可視化・分析ソリューション SAP Lumira
- ビッグデータ予測分析ソリューション SAP Predictive Analytics（SAP社製）
- ビジネスインテリジェンスソリューション SAP®BusinessObjects BI Platform（SAP社製）
- BI/DWHスモールスタートソリューション SAP BusinessObjects Edge（SAP社製）
- SAP BusinessObjects 運用サポートサービス SAP BusinessObjects BI-Officeサービス（SAP社製）
- 旧バージョンからのマイグレーションサービス SAP BusinessObjects マイグレーションサービス（SAP社製）
- 製造業向けDataOpsプラットフォーム Cognite Data Fusion

製造流通ソリューション
- SCMコントロールタワーソリューション Kinaxis RapidResponse（Kinaxis社製）
- 需要予測、需給計画、生産スケジューラー、S&OP統合ソリューション Demand Solutions DSX（Demand Management社製）
- 最適化ソリューション
- 購買調達システム J-Procure
- Web調達/購買ソリューション Enterprise Commerce
- Web調達/購買ポータルソリューション J-Commerce@SaaS
- 原価管理パッケージ J-CCOREs
- 生産管理ソリューション MESTEN®

食品ソリューション
- 統合データマネジメント・ソリューション MerQurius
- 商品統合データベース Mercrius
- 配合・食品法規マネージメント Quebel
- Mercriusエントリーモデル vestiaNeo
- 食品業向け原料規格書サービス MerQurius Net
- 食品業向け原料規格書サービス MerQurius Net 原料規格書管理サービス
- 食の安心・安全を支えるインターネットクラウドサービス Mercrius クラウド

人事情報ソリューション
- 人事・給与・労務トータルソリューション J-Forpe 目標管理
- 人事・給与・労務トータルソリューション J-Forpe 勤務管理
- 人事・給与・労務トータルソリューション J-Forpe 届出申請
- 人事・給与・労務トータルソリューション J-Forpe 人件費管理
- 中堅企業向けパッケージ STAFFBRAIN （電通国際情報サービス社製）
- 大手企業向け統合パッケージ POSITIVE（電通国際情報サービス社製）

電子帳票ソリューション
- 電子帳票システム FiBridgeⅡ
- オープンシステム向け電子帳票システム FileVolante
- データ保存・配信ソリューション DataDelivery
- 帳簿データ保存ソリューション
- 電子取引データ保存ソリューション
- 人事データ保存ソリューション
- e-文書保存ソリューション

EC（電子商取引）
- Web調達/購買ソリューション Enterprise Commerce
- Web調達/購買ポータルソリューション J-Commerce@SaaS
- Web購買システム Prociec
- EAI-BUSソリューション Microsoft BizTalk Server（マイクロソフト社製）
- 統合型EDI/B2Bハイブリッド型ソリューション IBM Sterling B2B Integrator（IBM社製）
- EAI サーバ ASTERIA WARP（インフォテリア社製）
- 統合EDIサーバ IBM Sterling Gentran（IBM社製）
- データ交換ミドルウェア ACMSシリーズ（データ・アプリケーション社製）
- S/MIMEセキュアメールツール Mail Extension
- グローバル・スタンダードなセキュア・ファイル転送ツール IBM Sterling Connect:Direct（IBM社製）

ITインフラソリューション
- 運用管理・監視サービス JGranz マネージドサービス
- 専用サーバ仮想化サービス JGranz JSV
- ハウジング／コロケーションサービス JGranz ハウジング
- ITインフラ構築サービス ネットワークインテグレーション
- IaaS型クラウドサービス JGranz IaaS
- 金融業向け大規模データ移行ソリューション jdSOL
- クラウド型企業間コラボレーションソリューション Salesforce 構築支援サービス
- Webコンテンツ構築サービス

## 関係会社
- JFEコムサービス株式会社
- 株式会社アイエイエフコンサルティング